# لیگ برتر فوتبال افغانستان فصل ۱۳۹۸
لیگ برتر فوتبال افغانستان ۱۳۹۸ هشتمین فصل از بازی‌های لیگ برتر فوتبال افغانستان است، لیگ برتر افغانستان یک لیگ فوتبال باشگاهی است که در سال ۱۳۹۱ تأسیس شده‌است. در فینال، باشگاه فوتبال طوفان هریرود قهرمانی فصل را از آن خود کرد.